# 224 Oceana
Oceana /oʊʃiːˈeɪnə/ (định danh hành tinh vi hình: 224 Oceana) là một tiểu hành tinh cỡ lớn ở vành đai chính. Nó là tiểu hành tinh kiểu M, nhưng không cấu tạo bằng kim loại. Ngày 30 tháng 3 năm 1882, nhà thiên văn học người Áo Johann Palisa phát hiện tiểu hành tinh Oceana khi ông thực hiện quan sát ở Viên và đặt tên nó theo tên Pacific Ocean.
224 Oceana là một trong năm tiểu hành tinh mà năm 1993 NASA cho phép các nhà thiên văn học nghiệp dư sử dụng kính viễn vọng không gian Hubble để nghiên cứu.